# Victoria Koblenko
Victoria Koblenko (Oekraïens: Вікторія Кобленко, Russisch: Виктория Кобленко) (Vinnytsja, Oekraïense SSR, Sovjet-Unie, 19 december 1980) is een Nederlandse actrice, presentatrice en columniste van Oekraïense komaf.

## Biografie

### Vroegere levensloop
Op haar twaalfde verhuisde Koblenko met haar familie naar Nederland, waar ze van 1993 tot en met 1999 een gymnasiumopleiding volgde aan het Krimpenerwaard College. Tijdens haar middelbareschooltijd werkte ze mee aan reclamespotjes. Na een succesvolle auditie kreeg Koblenko een rol in Goede tijden, slechte tijden (GTST). Van 14 maart 2000 tot 21 juni 2005 en van 2 april 2010 tot 1 juli 2010 vervulde ze daar de rol van Isabella Kortenaer. Tijdens haar vaste rol in GTST studeerde ze tussen 1999 en 2008 Politicologie en Ruslandkunde aan de Universiteit Leiden. Ruslandkunde maakte ze niet af. In 2008 behaalde ze een bachelordiploma voor de studie Politicologie. Door deze achtergrond schoof Victoria aan om de situatie in Oekraïne te duiden, evenals rondom het referendum om het Associatieverdrag met Oekraïne. Ook was ze dagvoorzitter tijdens lijsttrekkersdebatten.

### Carrière
Koblenko kreeg landelijke bekendheid door haar rol als Isabella Kortenaer in de soapserie Goede tijden, slechte tijden. Tussendoor had ze in 2001 een gastrol in de serie Costa! van BNN en in 2004 in Het Glazen Huis. Ook deed ze in 2005 mee aan het AVRO-programma Wie is de Mol?. In 2004 maakte ze haar filmdebuut met Stille Nacht, geregisseerd door Ineke Houtman naar het scenario van Frank Ketelaar. Deze film, gebaseerd op de verwikkelingen rond de Utrechtse serieverkrachter, ging in première op het Nederlands Film Festival in Utrecht. Daar werd ze uitgeroepen tot de populairste aanstormende actrice van 2004.
In 2006 gingen de films Doodeind en Sl8n8 in première. Daarnaast speelde Koblenko in een productie van het International Film Festival Rotterdam, American Dreams, die op het Hollywood Film Festival de prijs voor de Beste Korte Film in de wacht sleepte. Daarna speelde ze in Homies, Huisvrouwen bestaan niet, Fashion Chicks en Fuck de Liefde. Al deze vier films werden bekroond met een Gouden Film. In 2016 was ze te zien in de Nederlandse Oscar-inzending The Paradise Suite.
Koblenko speelde in Nederlandse tv-series zoals Van God los, Sorry Minister, Bloedverwanten, Centraal Medisch Centrum, Feuten, Van Speijk, Boks, Ninja Nanny en Vuurzee.
In 2007 maakte Koblenko haar debuut in Moskou in de Russische remake van de Nederlandse serie De Erfenis. In 2008 keerde ze terug naar Moskou voor de opnames van de Russische remake van de Nederlandse serie Meiden van de Wit. In 2015 filmde ze 60 afleveringen in Moskou voor de serie Blind Date. In 2016 speelde ze opnieuw een hoofdrol in de succesvolle Russische komedie Girls don't give up. 
In september 2010 maakte Koblenko haar debuut op het toneel, in het stuk Retour Hollandse Spoor van het Nationale Toneel, onder de regie van Johan Doesburg. Ze keerde terug op het toneel in 2019 met de komedie Mijn man begrijpt me niet. In 2023 speelde ze in de tragikomedie "Wat mijn man niet weet" onder regie van Stephanie Louwrier.
Koblenko begon met presenteren met Shock Doc van Yorin en was naast Angela Groothuizen, Froukje de Both, Gordon en Winston Gerschtanowitz presentator van het Talpa-programma Thuis. 
In 2008 presenteerde ze het programma Landroof voor de VPRO, en won daarmee in mei 2009 de journalistieke prijs De Tegel voor het meest innovatieve programma. In november 2008 won Landroof al de internationale Prix Italia. In 2014 presenteerde Koblenko Spuiten en Slikken. 
In 2018 maakte ze voor NTR het modeprogramma Het leven is een jurk. Ook maakte ze voor NTR de documentaire over de presidentscampagne van Ksenia Sobtsjak in Rusland, De vrouw die Poetin wil verslaan.
Als columnist schreef Koblenko van september 2005 tot januari 2009 wekelijks in het dagblad Metro. Ook heeft ze twee jaar lang wekelijks een column geschreven voor het dagblad Trouw.
In 2013 speelde zij in de videoclip van Verliefd op je moeder van Lil' Kleine en Joelito Cortes.
Koblenko spreekt Russisch, Oekraïens, Nederlands, Engels, Frans en Duits. Ze ontving voor deze gave de Gouden Talenknobbel, een stimuleringsprijs voor meertaligheid, van Van Dale Uitgevers. Ze was ambassadeur van NCDO, een organisatie die zich inzet voor de millenniumdoelstellingen. Sindsdien zet ze zich in om bewustwording te vergroten voor duurzame levensstijl. In 2019 voerde ze met Greenpeacecampagne tegen plastic afval.
In 2014 deed Koblenko mee aan het zomerseizoen van De Slimste Mens. Hierbij viel ze af na één aflevering. Ze was te zien in 24 uur met met Theo Maassen. Voor BNN reed ze met Josje Huisman mee in het programma Gevaarlijkste wegen van de wereld.
Eind 2017 was ze te zien in het RTL 5-programma Celebrity City Trip, zij vormde een reiskoppel met Heleen van Royen. In 2018 was ze samen met haar partner Evgeniy Levchenko te zien in het programma The story of my life.
Samen met Tim Coronel en JayJay Boske reed ze voor Extreme Roadtrip de bekende rally Parijs Dakar. In 2023 deed ze mee aan het SBS6-programma Moordfeest, waarin zij degene was die zogenaamd vermoord werd.

### Persoonlijk
Sinds 2003 heeft Koblenko een relatie met ex-profvoetballer Evgeniy Levchenko. In 2008 ging het stel uit elkaar, om zich in 2015 weer te herenigen. Op 8 augustus 2016 werden zij ouders van een zoon.

## Filmografie

### Film
| Jaar | Film                                                        | Rol                |
| ---- | ----------------------------------------------------------- | ------------------ |
| 2004 | Stille Nacht                                                | Marieke Kopermolen |
| 2006 | American Dreams (short)                                     | Marina             |
| 2006 | Doodeind                                                    | Laura              |
| 2006 | Sl8n8                                                       | Kristel Lodema     |
| 2012 | De Club van Sinterklaas & Het Geheim van de Speelgoeddokter | Nicole             |
| 2014 | Homies                                                      | Ivana              |
| 2015 | Марш - бросок Охота на охотника                             | Ольга              |
| 2015 | Fashion Chicks                                              | Victoria Wolff     |
| 2016 | The Paradise Suite                                          | Ana                |
| 2017 | Huisvrouwen bestaan niet                                    | Titia              |
| 2019 | F*ck de Liefde                                              | Cindy              |
| 2019 | Righetto                                                    | Ervira             |
| 2019 | Whitestar                                                   | Dierenarts         |
| 2020 | Alles is zoals het zou moeten zijn                          | Danielle           |
| 2021 | De Sterfshow                                                | Vivian             |
| 2022 | Ik wist het                                                 | Cara               |
| 2022 | F*ck de Liefde 2                                            | Cindy              |
| 2024 | Krazy House                                                 | Nadia              |
| 2024 | Juf Braaksel en de geniale ontsnapping                      | Ali Ciaankali      |
| 2025 | Dubbel zes                                                  | Antoinette         |
| 2025 | Bad Boa's                                                   | Lizzy              |

### Televisie

#### Als actrice
| Jaar            | Productie                                | Rol                  | Afleveringen |
| --------------- | ---------------------------------------- | -------------------- | --- |
| 2000–2005, 2010 | Goede tijden, slechte tijden             | Isabella Kortenaer   | 1191 afleveringen |
| 2001            | Costa!                                   | Quirine              | Afl. Zwoele nachten en Natte T-shirts |
| 2004            | Het Glazen Huis                          | Danielle             | Afl. Familiebanden |
| 2004            | Kees & Co                                | Meisje               | Afl. Grote Jongens, Grote Macht |
| 2006            | Van Speijk                               | Charmaine            | Afl. Vlam in de pan Afl. Tweedracht maakt geen macht Afl. Liefde op het tweede gezicht Afl. De eerste klap is geen daalder waard Afl. Waar een wil is en geen weg Afl. Engelen die vallen en opstaan Afl. Slaap, kindje, slaap Afl. Het bloed kruipt niet waar het gaan kan Afl. Van je familie moet je het niet hebben |
| 2006            | Boks                                     | Anke                 | Afl. Vergeten moord |
| 2008-2009       | Сёстры Королевы (Meiden van de Wit)      | Лена (Lena)          | 12 afleveringen |
| 2009            | Vuurzee                                  | Kim van Megen        | 12 afleveringen |
| 2009            | Sorry Minister                           | Tanja de Loo         | Afl. Beheer, beleid & leefbaarheid |
| 2010- 2014      | Bloedverwanten                           | Laura van Wieringen  | 12 afleveringen 10 afleveringen 10 afleveringen |
| 2011            | Van God Los                              | Miranda              | Afl. Reflex |
| 2011            | Sorry Minister                           | Tanja                | 1 aflevering |
| 2013            | Feuten                                   | Fleur Haverkamp      | 10 afleveringen |
| 2014            | Caps Club                                | Birgit               | 2 afleveringen |
| 2015            | Meiden van de Herengracht                | Fleur                | 2 afleveringen |
| 2015            | В час беды                               | Маша (Masha)         | 4 afleveringen |
| 2016            | Свидание вслепую (Blind date)            | Василиса (Vasilisa)  | 60 afleveringen |
| 2016            | Danni Lowinski                           | Ellen Boersma        | 2 afleveringen |
| 2016            | Flikken Rotterdam                        | Anxhela Bergiri      | Afl. RIP |
| 2016-2018       | Centraal Medisch Centrum                 | Dr. Lis van der Laan | 20 afleveringen |
| 2018            | Девочки не сдаются (Girls don't give up) | Вика (Vika)          | 20 afleveringen |
| 2018            | Insomnia                                 | Dr Burn              | 1 aflevering |
| 2019            | Ninja Nanny                              | Melani               | 2 afleveringen |
| 2020            | Flikken Maastricht                       | Aneska               | 2 afleveringen |
| 2021            | Follow de SOA                            | Romy                 | 2 afleveringen |

#### Als presentatrice
| Jaar      | Programma             |
| --------- | --------------------- |
| 2005      | Shockdok              |
| 2006      | Thuis                 |
| 2007-2008 | Landroof              |
| 2008      | De Uitlaatklep        |
| 2014      | Spuiten en Slikken    |
| 2018      | Het leven is een jurk |